# Spirostachys
Spirostachys ist eine Pflanzengattung innerhalb der Familie der Wolfsmilchgewächse (Euphorbiaceae). Die nur zwei Arten sind im tropischen und südlichen Afrika verbreitet. Das Holz wird genutzt und alle Pflanzenteile sind giftig.

## Beschreibung

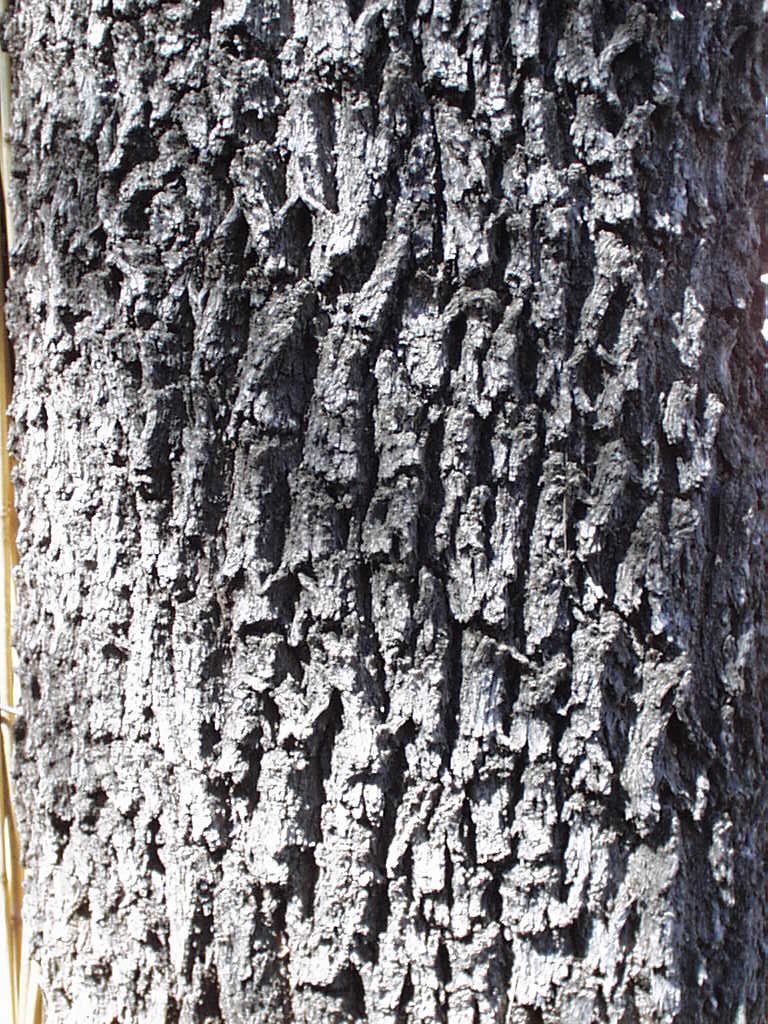
Borke von Spirostachys africana

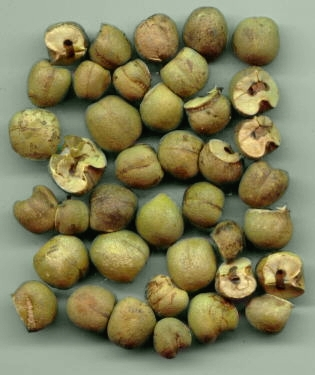
Früchte von Spirostachys africana

### Erscheinungsbild und Blätter
Spirostachys-Arten wachsen als Bäume oder Sträucher. Es ist ein weißer Milchsaft vorhanden. Alle Pflanzenteile sind kahl.
Die wechselständig an den Zweigen angeordneten Laubblätter sind in Blattstiel und Blattspreite gegliedert. Am oberen Ende des Blattstieles befinden sich ein oder zwei Drüsen. Die einfache Blattspreite ist fiedernervig. Der Blattrand ist gekerbt. Es sind Nebenblätter vorhanden.

### Blütenstände und Blüten
Spirostachys-Arten sind einhäusig (monözisch) oder zweihäusig (diözisch) getrenntgeschlechtig. Die seitenständigen, sitzenden, ährige und kätzchenförmigen traubigen Blütenstände enthalten entweder nur Blüten eines oder beider Geschlechter; meist hauptsächlich männliche und an ihrer Basis ein bis drei weibliche Blüten. Die Tragblätter können an ihrer Basis Drüsen besitzen und über ihnen steht je eine Blüte.
Den Blüten fehlen immer Diskus und Kronblätter. Die sitzenden, relativ kleinen männlichen Blüten besitzen selten nur zwei, meist fünf sich dachziegelartig überlappende Kelchblätter. Die drei Staubblätter sind frei oder verwachsen und überragen die Kelchblätter. Die kurz gestielten, relativ kleinen weiblichen Blüten besitzen drei bis fünf Kelchblätter, die auch schon in der Blütenknospe geöffnet sind. Zwei bis meist drei Fruchtblätter sind zu einem zwei- oder meist dreifächerigen Fruchtknoten verwachsen. Jedes Fruchtknotenfach enthält nur eine Samenanlage. Die selten zwei, meist drei Griffel sind höchstens an ihrer Basis verwachsen.

### Früchte und Samen
Die selten zwei- oder meist dreilappigen Kapselfrüchte öffnen sich zweifächerig, wobei bei sich die Fruchtklappen nicht vollständig trennen. Sie besitzen ein glattes Exokarp und ein dünnes, hartes Endokarp. Die kugeligen oder eiförmigen Samen besitzen eine spröde, harte Samenschale (Testa) und ein fleischiges Endosperm. Die zwei Keimblätter (Kotyledonen) sind breit und flach.

## Systematik und Verbreitung
|  | \| \| Spirostachys africana \| \| \| \| \| \| Excoecaria agallocha \| \| \| \| |
|  |                                                                                |
|  | Sebastiania pavoniana                                                          |
|  |                                                                                |
|  | Spirostachys africana                                                          |
|  |                                                                                |
|  | Excoecaria agallocha                                                           |
|  |                                                                                |

|  | Spirostachys africana |
|  |                       |
|  | Excoecaria agallocha  |
|  |                       |

|  | \| \| Spirostachys africana \| \| \| \| \| \| Excoecaria agallocha \| \| \| \| |
|  |                                                                                |
|  | Sebastiania pavoniana                                                          |
|  |                                                                                |
|  | Spirostachys africana                                                          |
|  |                                                                                |
|  | Excoecaria agallocha                                                           |
|  |                                                                                |

|  | Spirostachys africana |
|  |                       |
|  | Excoecaria agallocha  |
|  |                       |

|  | \| \| Spirostachys africana \| \| \| \| \| \| Excoecaria agallocha \| \| \| \| |
|  |                                                                                |
|  | Sebastiania pavoniana                                                          |
|  |                                                                                |
|  | Spirostachys africana                                                          |
|  |                                                                                |
|  | Excoecaria agallocha                                                           |
|  |                                                                                |

|  | Spirostachys africana |
|  |                       |
|  | Excoecaria agallocha  |
|  |                       |

|  | \| \| Spirostachys africana \| \| \| \| \| \| Excoecaria agallocha \| \| \| \| |
|  |                                                                                |
|  | Sebastiania pavoniana                                                          |
|  |                                                                                |
|  | Spirostachys africana                                                          |
|  |                                                                                |
|  | Excoecaria agallocha                                                           |
|  |                                                                                |

|  | Spirostachys africana |
|  |                       |
|  | Excoecaria agallocha  |
|  |                       |

Die Gattung Spirostachys wurde 1850 durch Otto Wilhelm Sonder in Beiträge zur Flora von Südafrika in Linnaea. Ein Journal für die Botanik in ihrem ganzen Umfange. Band 23, S. 106 aufgestellt. Typusart ist Spirostachys africana Sond.  Der Gattungsname Spirostachys leitet sich von den altgriechischen Wörtern speira für spiralig und stachys für Ähre ab, dies bezieht sich auf die spiralige Anordnung der Blüten im ährigen Blütenstand. Ein Synonym für Spirostachys Sond. ist Excoecariopsis Pax.
Die Gattung Spirostachys gehört zur Subtribus Hippomaninae der Tribus Hippomaneae in der Unterfamilie der Euphorbioideae innerhalb der Familie der Euphorbiaceae. Die Gattung Spirostachys bildet innerhalb der Subtribus Hippomaninae mit den Gattungen Excoecaria und Sebastiania eine Verwandtschaftsgruppe, die von Wurdack et al. 2005 durch molekulargenetische Untersuchungen der Plastiden-DNA-Sequenzen rbcL und trnL-F nachgewiesen wurde.
Die nur zwei Spirostachys-Arten sind im tropischen und südlichen Afrika verbreitet:
- Spirostachys africana Sond. (Syn.: Excoecaria africana (Sond.) Müll.Arg., Stillingia africana (Sond.) Baill., Sapium africanum (Sond.) Kuntze, Excoecaria synandra Pax, Spirostachys synandra (Pax) Pax): Sie kommt im tropischen Ostafrika im südöstlichen Kenia sowie in Tansania und Mosambik und im Südlichen Afrika in Mosambik, Angola, im nördlichen Namibia (Kaokoland, Ovamboland und Grootfontein), Botswana, Simbabwe, Eswatini und in den südafrikanischen Provinzen Gauteng, Limpopo, Nordwest, Mpumalanga sowie KwaZulu-Natal vor. Für Südafrika erfolgte 2005 in der Roten Liste der gefährdeten eine Bewertung „Least Concern“ = „nicht gefährdet“.[10]
- Spirostachys venenifera (Pax) Pax (Syn.: Excoecaria venenifera Pax, Excoecaria glomeriflora Pax, Spirostachys glomeriflora (Pax) Pax): Sie kommt nur im südlichen Somalia, in Kenia sowie Tansania vor.[8]

Bei manchen Autoren ist auch eine dritte Art Spirostachys madagascariensis Baill. zu finden, sie ist heute ein Synonym von Excoecaria madagascariensis (Baill.) Müll.Arg. Wegen dieser Art werden manchmal auch Fundorte von Spirostachys in Madagaskar genannt.

## Nutzung
Beide Spirostachys-Arten werden besonders zur Holzgewinnung genutzt (siehe auch Spirostachys africana).